# Dominique Richard
Pour les articles homonymes, voir Richard.
Dominique Richard, né le 29 novembre 1954 à Cholet (Maine-et-Loire), est un homme politique français, spécialiste du secteur de l'audiovisuel. Il a été nommé Membre du CESE en Conseil des Ministres le 5 octobre 2011.
Il est député (2002-2007), de la 2e circonscription de Maine-et-Loire (2e).

## Biographie
Fils de François Richard, industriel dans le textile et de Monique de Lavenne de La Montoise. Titulaire d'une maîtrise en droit public à l'université d'Angers. Marié à Florence Bouin, il a 5 enfants.
De 1978 à 1983 : Attaché parlementaire de Jean Sauvage, sénateur de Maine-et-Loire. Il dirige de 1983 à 1994 le cabinet de Jean Sauvage à la présidence du conseil général de Maine-et-Loire. Puis jusqu'à 1996, auprès d'Edmond Alphandéry, alors ministre de l'Économie du gouvernement Balladur de 1993 à 1995.
Parallèlement, il crée et dirige pendant huit ans (1988-1996) « Anjou Communication » qui conçoit et met en œuvre la communication du département de Maine-et-Loire. Cette expérience l'a amené à devenir chargé de mission « communication » de 1997 à 2002 au sein du Ministère de la Recherche.
Élu au conseil régional des Pays-de-la-Loire en 1998, François Fillon lui confie la vice-présidence de la Commission du Développement économique et de l'Agriculture. Réélu conseiller régional en 2004 et 2010, Dominique Richard siège désormais au sein de la commission des affaires culturelles et sportives ainsi qu'à la commission permanente. Il préside le groupe UDI depuis décembre 2013.
Il conduit la liste des municipales à Angers en 2001 et devient le leader de l'opposition. Élu député en juin 2002, il abandonnera ce mandat municipal pour se consacrer à l'Assemblée nationale et au conseil régional.
Adhérent du Centre démocrate en 1973, il est successivement secrétaire général de Maine-et-Loire du CDS et de Force démocrate puis délégué départemental de l'UDF et vice-président UMP49 2002-2012. Il rejoint l'UDI à sa création en 2013 et est membre de la Commission Nationale d'Arbitrage et de Transparence (CNAT) de l'UDI.

## Décorations
- Chevalier de l'Ordre national de la Légion d'honneur